# Calopogonium velutinum
Calopogonium velutinum är en ärtväxtart som först beskrevs av George Bentham, och fick sitt nu gällande namn av Gerda Jane Hillegonda Amshoff. Calopogonium velutinum ingår i släktet Calopogonium och familjen ärtväxter. Inga underarter finns listade i Catalogue of Life.

## Bildgalleri

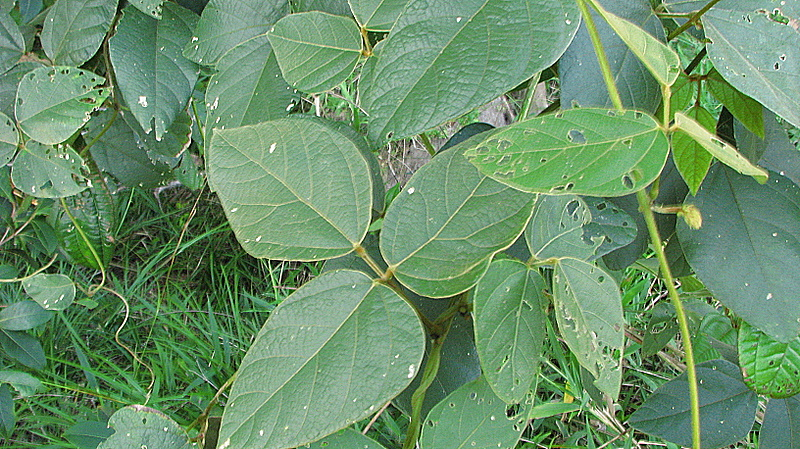
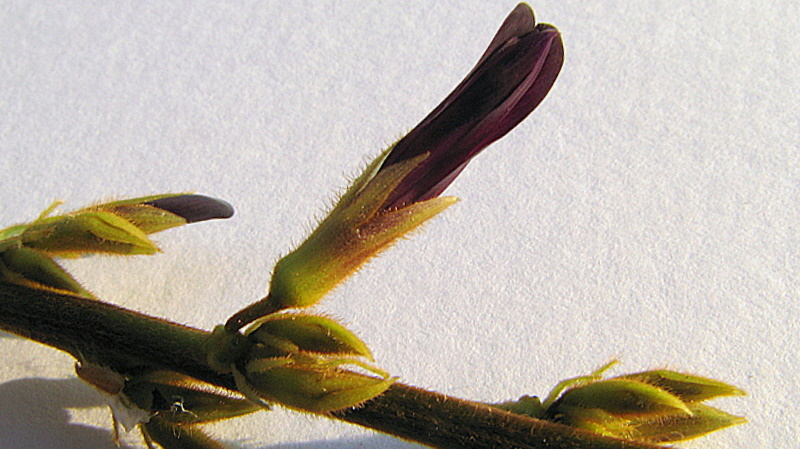
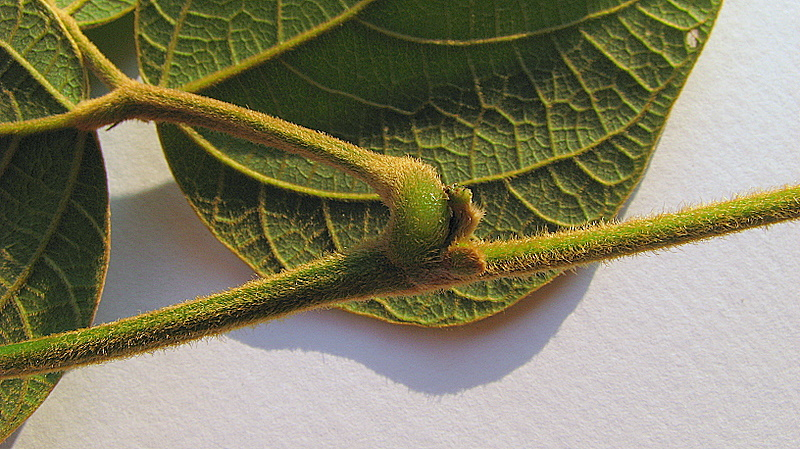
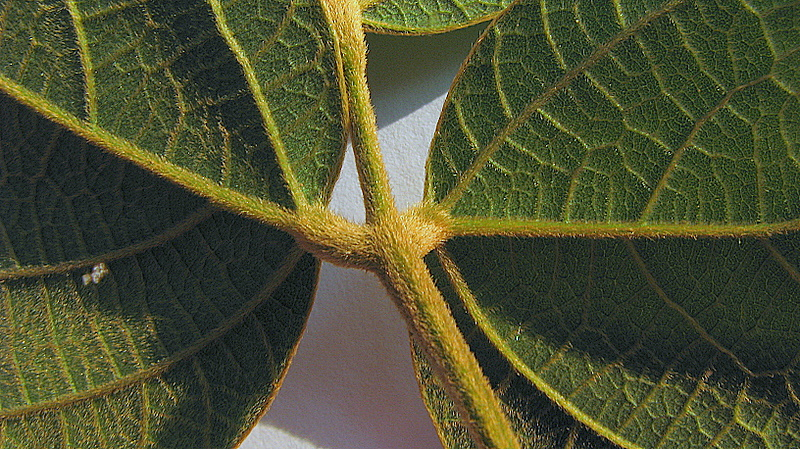